# Liste de molécules CD humaines
 (janvier 2017).
Voici une liste de molécules CD (Clusters of Differentiation).
| CD1    | Molécule similaire à un CMH présentant des molécules protéiques du soi et du non soi. |
| CD2    | Protéine transmembranaire trouvée dans les thymocytes, les cellules T, et certaines cellules NK qui agit comme ligand pour CD58 et CD59 et est impliqué dans la transduction de signal et l'adhérence cellulaire ; exprimé dans la LAL T et dans le lymphome T.                               |
| CD3    | Co-récepteur du TCR, marqueur des LT. |
| CD4    | Un co-récepteur du CMHII ; présent à la surface des LT helper, utilisé par le VIH pour les pénétrer. |
| CD5    | Leu1, protéine exprimée à la surface des LT ainsi que par les LB type 1 sécrétant des IgM. CD5 fut utilisé comme marqueur des lymphocytes T jusqu'à ce que des anticorps monoclonaux dirigés contre CD3 soient développés.                                                                    |
| CD7    | |
| CD8    | Un co-récepteur du CMH I ; présent à la surface des LT cytotoxiques ; également trouvé dans un ensemble de cellules myéloïdes dendritiques. |
| CD9    | Inducteur de l'agreggation plaquettaire. |
| CD10   | Néprilysine, retrouvée à la surface des LB, la plupart des LAL B sont CD10 positives chez l'enfant. |
| CD11c  | Role dans l'activation cellulaire et la phagocytose d'éléments opsonisés |
| CD14   | Récepteur du LPS, interagit avec le Toll-like Receptor 4 (TLR4), ce qui provoque la synthèse et la migration dans le noyau du facteur de transcription NFKB. |
| CD15   | Marqueur des polynucléaires neutrophiles |
| CD16   | Récepteur du fragment Fc des IgG de type FcγRIII ; affinité moins forte que CD64 et CD32 pour les IgG. |
| CD19   | Antigène de surface de la lignée lymphocytaire B. |
| CD20   | Antigène de surface de la lignée lymphocytaire B, intervenant dans leur activation. Ciblé par le Rituximab. |
| CD21   | Antigène de surface de la lignée lymphocytaire B, reconnaissant la fraction du complément C3d |
| CD22   | |
| CD23   | Récepteur FC de type FCεRII |
| CD24   | |
| CD25   | Sous-unité alpha du récepteur à l'IL2 |
| CD28   | Ligand de CD80 et CD86 présent sur les lymphocytes T |
| CD30   | une protéine transmembranaire de type I présente sur les cellules T et B activées qui peuvent jouer un rôle dans l'activation et/ou la différenciation des cellules ; exprimée dans la maladie de Hodgkin, certains lymphomes des lymphocytes T et lymphomes anaplasiques à grandes cellules. |
| CD31   | PECAM-1, molécule d'adhésion sur les plaquettes et l'endothélium- |
| CD32   | Récepteur du fragment Fc des IgG de type FcγRII ; affinité moins forte que CD64 pour les IgG, mais plus forte que CD16. |
| CD33   | Marqueur de la lignée myéloïde. |
| CD34   | Marqueur d'immaturité des cellules souches hématopoïetiques. |
| CD35   | Récepteur pour des protéines du complément (C3b, C4b) |
| CD36   | GP IV ou GP IIIb, glycoprotéines des plaquettes |
| CD38   | Hydrolase de l'ADP-cyclique ribose |
| CD40   | Molécule de costimulation exprimée sur les lymphocytes B et se liant à CD40L (CD154) |
| CD41   | Molécule exprimée a la surface du mégacaryocyte et de la plaquette : GP-IIbIIIa Est un des constituants des granules alpha des plaquettes, servant à l’agrégation plaquettaire. |
| CD42   | Molécule exprimée a la surface du mégacaryocyte et de la plaquette : GP-Ib V IX Permet l’adhésion des plaquettes au sous-endothélium en se fixant à son ligand : Facteur de Von Willebrand.                                                                                                   |
| CD45   | Protéine présente chez toutes les cellules hématopïetiques, excepté les érythrocytes, ayant un rôle dans leur activation. Marqueur des blastes dans les leucémie aiguës. |
| CD47   | Ligant de SIRPα |
| CD55   | DAF, facteur régulant la cascade du complément |
| CD56   | NCAM (neural cell adhesion molecule), un marqueur pour les cellules NK (anglais : natural killer cell) ainsi que certains lymphocytes T |
| CD58   | Ligand de CD2 |
| CD59   | |
| CD61   | |
| CD64   | Récepteur du fragment Fc des IgG de type FcγRI ; affinité la plus forte pour les IgG. |
| CD68   | Marqueur des macrophages, utilisé en immunohistochimie pour déterminer leur présence dans des endocardites infectieuses par exemple. |
| CD69   | Protéine membranaire impliquée dans l'activation de la prolifération des lymphocytes. |
| CD70   | Seul ligand connu du récepteur CD27, membre de la famille des TNF. Il a un rôle dans l'apoptose des cellules T et leur épuisement. |
| CD71   | Récepteur à la transferrine |
| CD72   | Médiateur de l'interaction entre lymphocytes T et lymphocytes B |
| CD74   | Chaîne invariante (li) impliquée dans la maturation du CMH II chez les cellules présentatrices d'antigènes. |
| CD79   | Protéines intervenant dans les récepteurs des cellules B |
| CD80   | Molécule de costimulation des lymphocytes T se liant à CD28 |
| CD86   | Molécule de costimulation des lymphocytes T se liant à CD28 |
| CD87   | |
| CD89   | Récepteur Fc pour IgA (FcαRI) |
| CD95   | Récepteur Fas, impliqué notamment dans l'initiation de l'apoptose. |
| CD103  | |
| CD117  | Récepteur pour le Stem Cell Factor |
| CD119  | IFNGR1 (pour « Interferon gamma receptor 1 » |
| CD120  | Récepteur du TNF |
| CD123  | Récepteur à l'IL3 |
| CD127  | Récepteur à l'IL7 |
| CD133  | |
| CD138  | Syndecan 1, glycoprotéine de surface des plasmocytes. |
| CD142  | Facteur tissulaire, intervenant dans la coagulation du sang |
| CD143  | Enzyme de conversion de l'angiotensine |
| CD144  | VE-Cadhérine |
| CD154  | Ligand de CD40, exprimé sur les lymphocytes T activés |
| CD155  | Ligand de CD226 |
| CD161  | Aussi connu sous le nom NKRP1. |
| CDw186 | CXCR6, récepteur à la chimiokine CXCL6 |
| CD202a | TIE2, récepteur à l'angiopoïetine |
| CD207  | Langérine, CLR des cellules de Langerhans |
| CD223  | LAG3 |
| CD226  | DNAM-1 |
| CD235a | Glycophorine A: marqueur de la lignée érythroïde |
| CD244  | Aussi nommé récepteur 2B4, son ligand est le CD48 |
| CD284  | 4e récepteur de la famille des Toll like receptors. |